# Zdeněk Nejedlý
Zdeněk Nejedlý   (Litomyšl, 10 de febrer de 1878 - Praga, 9 de març de 1962) va ser un musicòleg, crític musical, autor i polític txec les idees del qual van dominar la vida cultural del que actualment és la República Txeca durant la major part del segle xx. Tot i que va començar a revisar només les òperes als diaris de Praga el 1901, durant el període d'entreguerres el seu estatus havia augmentat, guiat principalment per punts de vista polítics socialistes. Aquesta combinació de política d'esquerres i lideratge cultural el va convertir en una figura central als primers anys de la República Socialista Txecoslovaca després de 1948, on es va convertir en el primer ministre de Cultura i Educació. En aquesta posició va ser el responsable de crear un currículum educatiu a tot l'estat i es va associar amb l'expulsió de professors d'universitat a principis dels anys 1950.

## Biografia
Fill del compositor i pedagog de la Bohèmia Oriental Roman Nejedlý (1844–1920), Zdeněk Nejedlý va tenir la sort de néixer a Litomyšl, la ciutat històrica del compositor Bedřich Smetana, l'anomenat "Pare de la música txeca" i un important figura del moviment de renaixement nacional del segle xix txec. La seva formació formal en música va començar amb Josef Šťastný al gimnàs Litomyšl (1888-1896), juntament amb la instrucció en la història txeca. El 1896 es va traslladar a Praga per estudiar a la Universitat Charles, on va assistir a conferències sobre història positivista amb Jaroslav Goll i estètica de la música amb Otakar Hostinský, finalment es va doctorar el 1900. Hostinský, un gran defensor de la música de Smetana, va suggerir que Nejedlý estudiava composició, i la teoria de la música amb el seu col·lega d'idees idònies, Zdeněk Fibich, la personalitat i els gustos dels quals van tenir un profund efecte en el seu jove estudiant. Tot i que les seves primeres publicacions es van dedicar a la història txeca, després de la mort de Fibich el 1900, Nejedlý es va dedicar a la musicologia, autoritzant una monografia titulada Zdenko Fibich, fundador del melodrama escènic el 1901 com a primer intent per obtenir un major reconeixement per al seu mentor. Que aquests esforços es dirigissin contra l'establiment musical de Praga (que ell considerava que havia victimitzat a Smetana, Fibich i Hostinský) es va deixar clar per la seva primera incursió en la crítica musical aquell mateix any, en un atac a l'òpera de Antonín Dvořák Rusalka poc després de la seva estrena.
Aquestes divisions faccionals van inspirar Nejedlý al llarg de tota la seva carrera; de moltes formes, va ser el responsable personal de perpetuar-les per a les generacions futures, molt després de la seva manera a la societat musical txeca. La seva història de la música txeca del 1903 va traçar diferents línies de batalla entre els estudiants del conservatori de Dvořák i els suposats hereus de Smetana, inclosos els compositors Josef Bohuslav Foerster, Otakar Ostrčil i Otakar Zich, tots els amics personals de Nejedlý a la sortida de l'establiment de Praga. Durant la dècada següent va produir una extraordinària quantitat d'escriptura sobre música, incloent monografies de cançons prehussites (1904, 1907 i 1913), òperes de Smetana 1908, Opera moderna txeca des de Smetana (1911, exceptuant notòriament Dvořák), Hostinský (1907 i 1910), i Gustav Mahler (1913). El 1908 va començar a donar classes de musicologia a la "Charles University", formant un cercle de joves col·legues devots que incloïen Zich i Vladimír Helfert.

## Polèmica i els anys d'entreguerres
Quan les revisions de la música de Nejedlý sobre els diaris de Praga es van mostrar molestes en el seu biaix anti-conservatori, a ell i als seus seguidors se'ls va prohibir la publicació precipitadament, obligant el grup a fundar el seu propi diari "Smetana", que va funcionar durant setze anys, 1910-1927. Des d'aquest punt de vista, Nejedlý va llançar l'anomenada "Afecció de Dvořák" (1911–1914), en la qual pretenia atacar el llegat del gran compositor; els artistes contemporanis que es van oposar a ell (especialment els 31 músics que van signar una petició el 1912) es van convertir en el focus de ferotges atacs personals. A partir de Vítězslav Novák el 1913, Nejedlý va buscar acabar amb la carrera de compositors que no s'ajustaven a les seves visions pro-Smetana de la tradició moderna i la responsabilitat social: altres objectius notables van incloure Josef Suk. Mentrestant, aquestes tàctiques van tornar a assaltar els propis protegits de Nejedlý, especialment Ostrčil com a director del Teatre Nacional de Praga i Zich com a compositor d'òpera modernista.
Després de la legalització del Partit Comunista Txecoslovac el 1921, Nejedlý es va convertir en un dels membres grans i més antics. A excepció del seu diari Smetana, es va apartar de les publicacions de revistes principals, centrant-se en el diari comunista Rudé právo i el seu propi diari polític, Var (Boiling, 1921-30). En aquestes va castigar la República Txecoslovaca d'entreguerres, el seu president Tomáš Garrigue Masaryk i diversos altres líders; l'últim número de Var es va abordar amb una defensa detallada de l'òpera Wozzeck d'Alban Berg, que Ostrčil havia produït el 1926. En aquest punt, però, els seus nombrosos estudiants de musicologia van ser un dels principals crítics de Praga i van exercir la seva obra en nom seu. Després de la clausura de Var, les seves principals intervencions en la música van incloure una breu polèmica amb Novák i monografies sobre Ostrčil (1935, per commemorar la mort del seu amic), el Teatre Nacional (1936) i la música soviètica (1937).

## Comunisme de guerra i postguerra
Durant l'ocupació nazi de les Terres txeces, la família Nejedlý va fugir a la Unió Soviètica, on suposadament va ajudar de lluny les activitats de la resistència txeca. En aquest moment, el seu fill Vít Nejedlý (1912-45), la curta carrera de Praga s'havia centrat en peces pro-comunistes i cors obrers, estava involucrat amb una brigada txeca adscrita a l'Exèrcit Roig, a la banda de la qual va intentar emular. Després del final de la guerra (i la mort de tifus de Vít després de la batalla de Dukla, gener de 1945), Zdeněk Nejedlý va tornar a Praga per participar en el govern de la postguerra. Inicialment a la Tercera República d'Eduard Beneš va ser ministre d'Educació, Arts i Ciències, però es va canviar per la Seguretat Social el 1946. Després de la presa del poder comunista (la "Revolució de Febrer") el 1948 va tornar a Cultura i Educació amb poders augmentats, càrrec que va mantenir fins al 1953. Aquests anys crucials van veure la implantació d'un currículum a tot l'estat a tots els nivells de l'educació: la seva posició revisionista cap a la història txeca va rebre la força de la llei. Açò va incloure el descontrol dels èxits de la democràcia desapareguda com una sèrie de tendències burgeses que finalment van perjudicar la societat. Va ser també l'oportunitat de Nejedlý de promoure la seva passió per Smetana i el seu "llinatge", ara adoptat com a dret estatal. Amb aquesta finalitat, va entrar en una nova etapa de publicació retrospectiva, amb obres com "La història del meu smetanisme", sobre la cultura txeca i, en especial, els comunistes: hereus de la "Gran Tradició Progressista de la Nació Txeca". Aquestes obres, i sobretot la seva ideologia, es van conservar, d'una forma o altra, a la República Socialista Txecoslovaca fins a la caiguda del comunisme (la Revolució de Vellut) el 1989. Com a tal, el nom de Nejedlý va estar associat a l'hegemonia totalitària per almenys dues generacions d'estudiants, molts dels quals no tenien cap connexió amb la seva musicologia.

## L'espectacle de les probes i Josef Hutter
Després d'aproximadament d'anys de dictadura comunista, el Partit Comunista Txecoslovac va iniciar una purga del seu propi partit o d'antics opositors no comunistes, més notòriament manifestats en la detenció i execució de Rudolf Slánský i Milada Horáková. Per a Nejedlý, aquest ambient va oferir una oportunitat per establir partitures antigues a la comunitat acadèmica i musical. Més de deu anys abans, a mitjans dels anys trenta, els atacs públics de Nejedlý contra artistes com Leoš Janáček havien convertit molts contra els seus antics adeptes, sobretot Vladimír Helfert, la tasca de musicòleg havia superat la del seu professor, i Josef Hutter, que havia publicat a Ostrčil i Zich. Quan Helfert va publicar una fita monografia, Czech Modern Music: A Study of Czech Musical Creativity (1936) que va incloure un atac descarat contra la parcialitat ideològica en la crítica musical, Nejedlý esperava que els seus seguidors restants renunciessin a Helfert i condemnessin la publicació. Hutter es va relacionar públicament amb Helfert. Durant l'ocupació nazi, els dos homes van ser empresonats pels nazis: Helfert per la resistència comunista (per la qual va ser torturat severament, morint al maig del 1945) i Hutter per la resistència pro-demòcrata. Després de la guerra, Hutter va tornar a la universitat Charles, però va ser expulsat el 1950 i arrestat per acusacions rebutjades. Va ser condemnat a trenta-nou anys de presó, però només va complir sis, havent estat alliberat durant una amnistia. La seva salut es va trencar, Hutter va morir el 1959, tres anys abans que el seu antic professor.
Zdeněk Nejedlý va morir el 9 de març de 1962 i va ser enterrat al cementiri de Vyšehrad al castell de Vyšehrad de Praga, reservat a herois txecs i representants significatius de la cultura txeca. La seva tomba es troba prop de les de Smetana, Ostrčil i el seu fill, Vít.